# Lorna Wing
Lorna Wing, de nom de naixement Lorna Gladys Tolchard, (Gillingham, Kent, 7 d'octubre de 1928 – Kent, 6 de juny de 2014) va ser una psiquiatra i metgessa anglesa, membre de l'Orde de l'Imperi Britànic i del Col·legi Reial de Psiquiatres del Regne Unit. Fou pionera en el camp dels desordres del desenvolupament en infants i va avançar en la difusió i comprensió de l'autisme a tot el món. Es considera la primera persona a introduir el terme "Síndrome d'Asperger" i va ser fundadora de la Societat Autística Nacional del Regne Unit. 

## Primers anys
El seu nom complet era Lorna Gladys Tolchard, els seus pares eren Bernard i Gladys Tolchard de la població de Gillingham, a Kent, va estudiar a l'Escola Femenina de Gramàtica Chattham, i l'any 1949 va començar els seus estudis mèdics a l'Hospital Universitari. Després de doctorar-se com a psiquiatra, la seva primera feina va ser a l'Hospital Maudsley a Londres.

## Carrera acadèmica
Wing es va especialitzar en psiquiatria i l'any 1959 va canviar la seva àrea d'estudi vers els desordres del desenvolupament en la infantesa. En aquell temps es pensava que l'autisme afectava aproximadament 5 de cada 10.000 nens, però durant la dècada del 2010 es calculà amb més precisió que la prevalença era al voltant d'un de cada 100 nens, gràcies a la major conscienciació mèdica aconseguida per Wing i els seus seguidors. 
L'any 1979, conjuntament amb la Dra. Judith Gould, publicà un treball on apareixia la primera definició moderna de l'autisme com "un continu, més que com una categoria diagnòstica, com un conjunt de símptomes que es poden associar a diferents trastorns i nivells intel·lectuals, que en el 75% dels casos s'acompanya de cert retard mental i que hi ha altres quadres amb retard del desenvolupament (no autistes) que presenten simptomatologia autista". També va ser l'autora de l'anomenada Tríada de Wing, un sistema que proposa els aspectes bàsics per a la definició diagnòstica de l'autisme, establint aquesta tríada en:
- Trastorn de la reciprocitat social
- Trastorn de la comunicació verbal i no verbal
- Absència de capacitat simbòlica i conducta imaginativa.

Posteriorment va afegir els patrons repetitius d'activitat i interessos com uns altres dels aspectes fonamentals a considerar en el procés diagnòstic.
Lorna Wing va ser l'autora de molts llibres i articles acadèmics, incloent Asperger Syndrome: a Clinical Account, un text de referència publicat l'any 1981 que va popularitzar la recerca de Hans Asperger i va introduir el terme "Síndrome d'Asperger". També és autora de l'«Autism Spectrum Screening Questionnaire» (ASSQ),un qüestionari per a la diagnosi de trastorns de l'espectre autista en infants de 7 a 16 anys.
L'any 1962 va fundar, juntament amb altres pares de nens autistes l'organització que es coneix com a Societat Autística Nacional (NAS) on va ser consultora fins a la data de la seva mort. 

## Vida personal
Lorna Wing va conèixer el seu marit, John Wing, mentre dissecionaven un cos quan eren estudiants de medicina i es van casar l'any 1951. Es va implicar en la investigació dels desordres del desenvolupament  i particularment els de l'espectre de l'autisme quan es va adonar que la seva filla Susie (1956–2005) era autista.

## Articles i Ponències
- Wing, L. & Gould, J. (1979), "Severe Impairments of Social Interaction and Associated Abnormalities in Children: Epidemiology and Classification", Journal of Autism and Developmental Disorders, 9, pp. 11–29.
- Wing, L. (1980). "Childhood Autism and Social Class: a Question of Selection?", British Journal of Psychiatry, 137, pp. 410–417.
- Wing L «Asperger's syndrome: a clinical account». Psychol Med, 11, 1, 1981, pàg. 115–29. DOI: 10.1017/S0033291700053332. PMID: 7208735 [Consulta: 15 agost 2007].
- Burgoine, E. & Wing, L. (1983), "Identical triplets with Asperger's Syndrome", British Journal of Psychiatry, 143, pp. 261–265.
- Wing, L. and Attwood, A. (1987), "Syndromes of Autism and Atypical Development", in Cohen, D. & Donnellan, A. (eds.), Handbook of Autism and Pervasive Disorders, New York, John Wiley & Sons.
- Wing, L. (1991), "The Relationship Between Asperger's Syndrome and Kanner's Autism", in Frith, U. (ed.), Autism and Asperger Syndrome, Cambridge, Cambridge University Press.
- Wing, L. (1992), "Manifestations of Social Problems in High Functioning Autistic People", in Schopler, E. & Mesibov, G. (eds.), High Functioning Individuals with Autism, New York, Plenum Press.
- Wing L, Potter D «The epidemiology of autistic spectrum disorders: is the prevalence rising?». Ment Retard Dev Disabil Res Rev, 8, 3, 2002, pàg. 151–61. DOI: 10.1002/mrdd.10029. PMID: 12216059.

## Llibres
- 1964, Autistic Children
- 1966, Physiological Measures, Sedative Drugs and Morbid Anxiety, with M.H. Lader
- 1969, Children Apart: Autistic Children and Their Families
- 1969, Teaching Autitistic Children: Guidelines for Teachers
- 1971, Autistic Children: a Guide for Parents
- 1975, Early Childhood Autism: Clinical, Educational and Social Aspects (editor)
- 1975, What is Operant conditioning?
- 1988, Aspects of Autism: Biological Research (editor)
- 1989, Hospital Closure and the Resettlement of Residents: Case of Darenth Park Mental Handicap Hospital
- 1995, Autistic Spectrum Disorders: an Aid to Diagnosis
- 1996, The Autistic Spectrum: a Guide for Parents and Professionals
- 2002, Smiling at Shadows: a Mother's Journey Raising an Autistic Child (with Junee Waites, Helen Swinbourne).